# خیابان ترس بخش اول: ۱۹۹۴
خیابان ترس (به انگلیسی: Fear Street) یک فیلم سه قسمتی آمریکایی در ژانر ترسناک معمایی نوجوانانه به کارگردانی لی جانیاک و نویسندگی روبرتو پاتینو و بر پایه کتابی از آر.ال. استاین محصول ۲۰۲۱ آمریکا است.

## خلاصه داستان
در سال ۱۹۹۴ گروهی از نوجوانان که به شکل اتفاقی با یک نیروی شیطانی قدیمی به نام (سارا فیر) مواجه می‌شوند؛ چیزی شبیه به روح نفرین شده که مسئول قتل‌هایی وحشیانه طی ۳۰۰ سال اخیر در شهر محل زندگی این نوجوانان است و آنان دنبال راهی هستند تا از نفرین جادوگر (سارا فیر) رهایی پیدا کنند.

## بازیگران
- کیانا مادیرا در نقش دینا (دختر نوجوان سیاه‌پوست)
- اولیویا اسکات ولش در نقش سامانتا فریزر (دوست دختر دینا)
- بنجامین فلورس در نقش جاش (پسر نوجوان سیاه‌پوست و برادر دینا)
- جولیا رئوالد در نقش کیت (دوست دینا)
- فرد هچینگر در نقش سیمون
- اشلی زوکرمن در نقش نیک گود (کلانتر شهر)
- دارل بریت گیبسون در نقش مارتین (دزد)
- مایا هاک در نقش هدر
- جوردانا اسپیرو در نقش خانم لین
- جوردین دی ناتاله در نقش روبی لین
- شارلن آمویا در نقش راشل تامپسون (مشتری سانی ویل)
- دیوید دبلیو تامپسون در نقش رایان تورس
- جرمی فورد در نقش پیتر
- الیزابت اسکوپل در نقش سارا فیر
- جیلیان جیکوبز در نقش سی. برمن

## دنباله
دنباله‌های این فیلم خیابان ترس ۲ و خیابان ترس ۳ به صورت هفتگی از نتفلیکس منتشر شد.